# Kanton Bagnols-sur-Cèze
Kanton Bagnols-sur-Cèze is een kanton van het Franse departement Gard. Het kanton maakt deel uit van het arrondissement Nîmes.

## Gemeenten
Het kanton Bagnols-sur-Cèze omvat de volgende 11 gemeenten:
- Bagnols-sur-Cèze (hoofdplaats)
- Cavillargues
- Chusclan
- Connaux
- Gaujac
- Le Pin
- Orsan
- Sabran
- Saint-Étienne-des-Sorts
- Saint-Pons-la-Calm
- Tresques

Vóór de herindeling van de kantons bij decreet van 24 februari 2014, met uitwerking op 22 maart 2015, behoorden volgende gemeenten eveneens tot dit kanton: 
- Codolet
- La Roque-sur-Cèze
- Saint-Gervais
- Saint-Michel-d'Euzet
- Saint-Nazaire
- Saint-Paul-les-Fonts
- Vénéjan